# USS LST-686
O USS LST-686 foi um navio de guerra norte-americano da classe LST que operou durante a Segunda Guerra Mundial.